# Tadej Apatič
Tadej Apatič (Murska Sobota, 7 luglio 1987) è un ex calciatore sloveno, di ruolo difensore.

## Palmarès

### Club
- Campionato sloveno: 2

Domžale: 2006-2007, 2007-2008
- Coppa di Slovenia: 1

Domžale: 2010-2011